# Urville-Nacqueville
Urville-Nacqueville är en kommun i departementet Manche i regionen Normandie i norra Frankrike. Kommunen ligger i kantonen Beaumont-Hague som tillhör arrondissementet Cherbourg. År 2018 hade Urville-Nacqueville 2 067 invånare.

## Befolkningsutveckling
Antalet invånare i kommunen Urville-Nacqueville
| Referens: INSEE |